# Палій Володимир Павлович
Володимир Павлович Палій (9 січня 1897, Санкт-Петербург — 18 липень 1918 року, Алапаєвськ) — син князя Павла Олександровича та його коханки (в майбутньому дружини) Ольги Пістолькорс (уродженої Карнович), онук царя Олександра II; граф Гогенфельзен (з 1904), князь (з 1915); поручик Лейб-Гвардії Гусарського полку, поет.

## Біографія
Народився як Володимир фон Пістолькорс у Санкт-Петербурзі (Російська імперія) 28 грудня 1896 року. Його батько був князем Павлом Олександровичем Романовим, наймолодшим сином імператора Олександра II. Його мати була дворянка Ольга Карнович, яка в той час була одружена з генералом Еріком Герхардом фон Пістохкорсом, що служив в штабі князя Павла Олександровича й був його підлеглим. Ольга була коханкою князя Павла, у 1901 році вона розлучилась з чоловіком.
Князь Павло раніше був одружений з принцесою Греції та Данії Олександрою, у нього вже було двоє дітей.
Оскільки російський імператор не дав дозвіл на одруження, то 10 жовтня 1902 року в італійському Ліворно батьки Володимира вступили в морганатичний шлюб.
Після цього подружжя не змогло повернутися в Росію.
У 1904 році князь Павло зміг отримати для Ольги і її дітей баварський титул графів фон Гогенфельзен.
1908 р. цар Микола II дозволив всій родині повернутися в Росію.
28 серпня 1915 року Ольга та її троє дітей отримали від російського імператора титул князів Палій.
Князь Володимир Палій мав звідних брата і сестру від шлюбу батька з принцесою Олександрою: князі Романови Марія Павлівна та Дмитро Павлович. У нього було дві повні сестри Ірина та Наталі Палій. У нього також було три брати-сестри від першого шлюбу матері: Олександр Ерікович фон Пістолькорс, Ольга Еріковна фон Пістолькорс та Мар'яна Еріковна фон Пістолькорс.

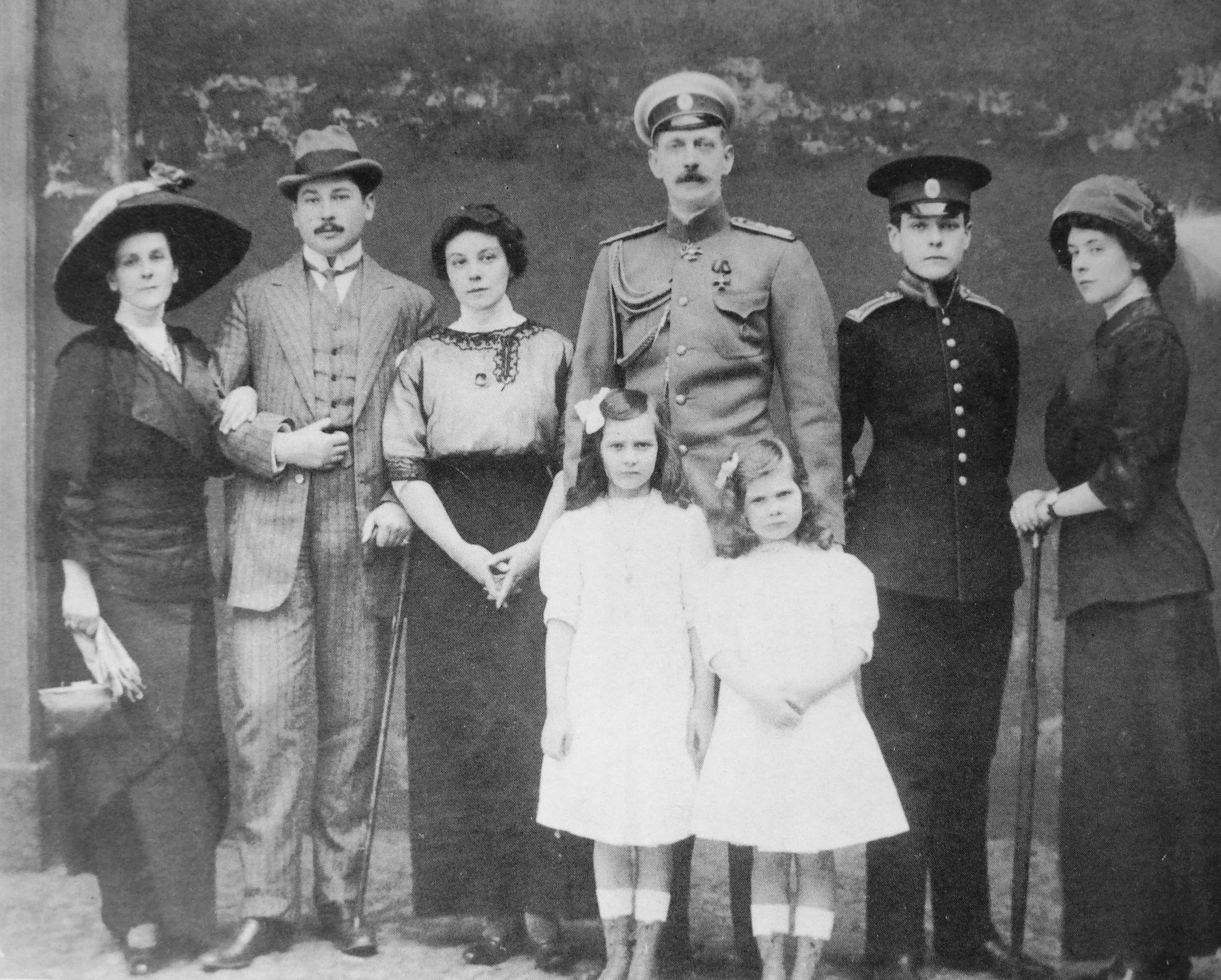
Князь Павло, його друга дружина Ольга Палій, його діти.

Провів дитинство у Парижі. Закінчив Пажеський корпус, аристократичну військову школу в Санкт-Петербурзі.
У грудні 1914 р. пішов служити до полку імператорських гусарів і воював в російській армії в Першій світовій війні. Дослужився до лейтенанта і був нагороджений орденом Святої Анни.
Писав вірші. Опублікував два томи поезії (1916 і 1918) і написав кілька п'єс і нарисів, а також французький переклад п'єси князя Костянтина Константиновича «Король євреїв».
Після Жовтневого перевороту був арештований та вбитий більшовиками 18 липень 1918 року.